# Il grande amore (film 1931)
Il grande amore (Die große Liebe) è un film del 1931 diretto da Otto Preminger quando era ancora in Austria. Anticipa qui i temi che saranno per lui fondamentali nella sua cinematografia americana, dal rapporto madre (padre)- figlio/a, all'indagine e processo.

## Trama
Dieci anni dopo la fine della guerra, il giovane Franz torna a casa, a Vienna, dopo un viaggio in treno dalla Russia, credendo la madre morta. La sera stessa, a Vienna una madre pensa al figlio partito molti anni prima al fronte, e che ancora aspetta. Arrivato a Vienna, la sera del ritorno, il giovane sventa una disgrazia salvando una bambina caduta nel fiume, mentre un fotografo riprende la scena. Il mattino seguente la foto appare sui giornali e la madre crede di riconoscere in lui suo figlio. Quando riesce a rintracciare Franz lo porta a casa dove lo circonda di attenzioni. Meditando di riunirlo alla ragazza di un tempo, Anni, conduce il presunto figlio a casa dei ricchi genitori di lei, dove ha luogo un ricevimento, ma nessuno lo riconosce come il vero figlio della donna. I due tornano a casa e nel modesto appartamento trovano Anni ad aspettarli, per consolarli della delusione. Anni e Franz fanno amicizia, con grande soddisfazione della madre, che, per favorire il matrimonio, falsifica i documenti per acquistare un taxi al figlio e procurargli un lavoro. Franz, che non sa nulla, va a ritirare il taxi e si reca da Anni, i cui genitori sono contrari alla relazione. Anni quindi non lo riceve e lui sconvolto per poco non provoca un incidente. Al commissariato si scopre l'inganno della madre, ma l'ispettore, impietosito dalle suppliche della donna, li lascia liberi. All'uscita, la madre e Franz trovano Anni che li attende in macchina e partono così tutti insieme.